# Tomasz Buczek

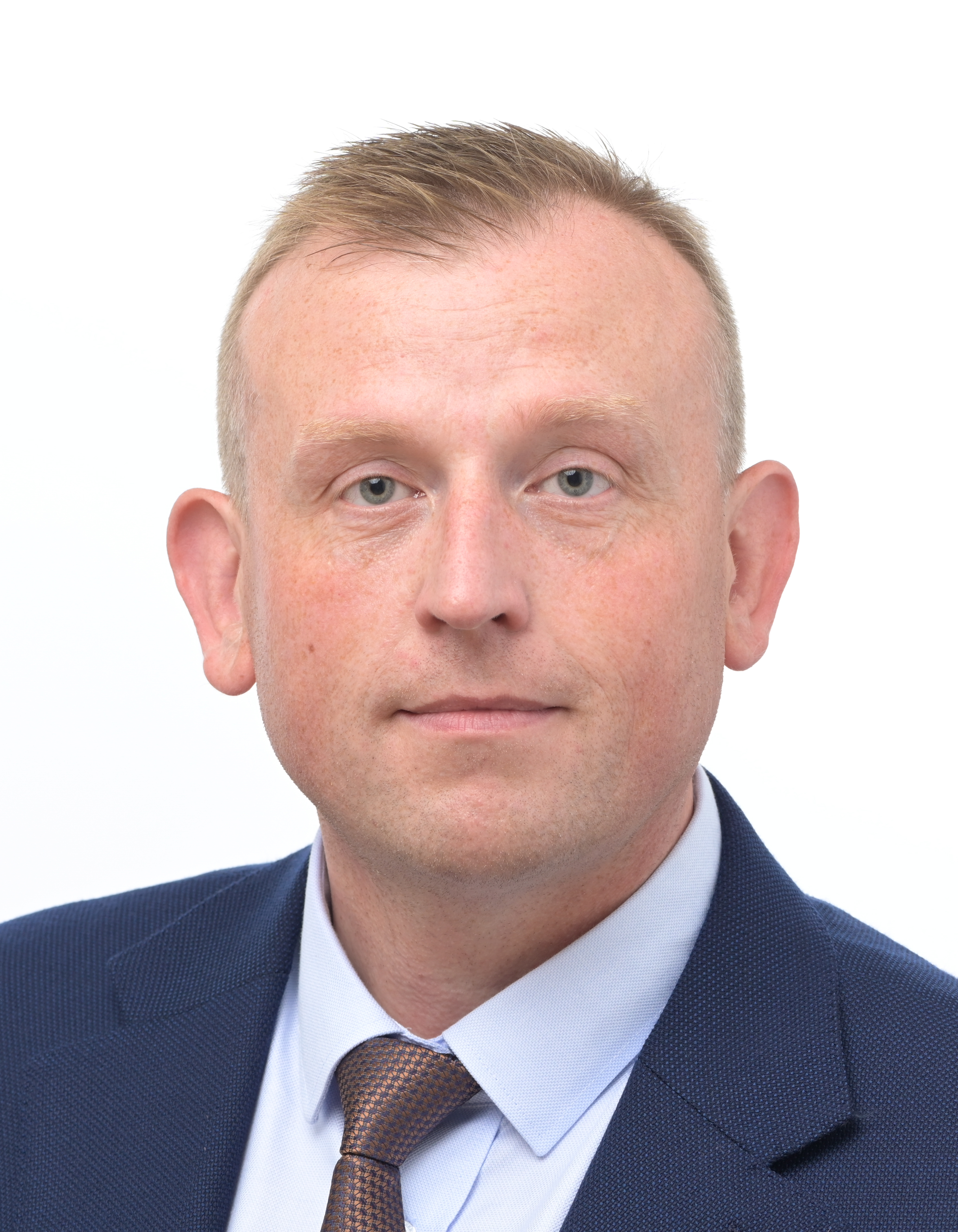
Tomasz Buczek (2024)

Tomasz Buczek (* 24. April 1986 in Kolbuszowa) ist ein polnischer Politiker, Bauingenieur und Unternehmer.
Er kandidierte zuletzt 2023 erfolglos auf der Liste der Konfederacja Wolność i Niepodległość (Konföderation der Freiheit und Unabhängigkeit) bei Sejm-Wahlen. Er ist Mitglied des rechtsextremen Ruch Narodowy. Bei der Europawahl 2024 wurde er ins Europaparlament gewählt. Dort ist blieb er zunächst fraktionslos, schloss sich aber am 1. Oktober 2024 den Patrioten für Europa an. Er ist in der 10. Legislaturperiode (2024–2029) Mitglied im Ausschuss für die Rechte der Frauen und die Gleichstellung der Geschlechter sowie stellvertretendes Mitglied im Fischereiausschuss.